# Жешотари-Завади
Жешотари-Завади (пол. Rzeszotary-Zawady) — село в Польщі, у гміні Росьцишево Серпецького повіту Мазовецького воєводства.
Населення — 96 осіб (2011).
У 1975-1998 роках село належало до Плоцького воєводства.

## Демографія
Демографічна структура станом на 31 березня 2011 року:
|          | Загалом | Допрацездатний вік | Працездатний вік | Постпрацездатний вік |
| -------- | ------- | ------------------ | ---------------- | -------------------- |
| Чоловіки | 54      | 17                 | 34               | 3                    |
| Жінки    | 42      | 8                  | 25               | 9                    |
| Разом    | 96      | 25                 | 59               | 12                   |